# Kostadinka Radkova
Kostadinka Radkova (en bulgare Костадинка Радкова), née le 27 juin 1962 à Sofia est une joueuse bulgare de basket-ball, médaillée d'argent aux Jeux olympiques d'été de 1980.

## Biographie
Elle participe aux Jeux olympiques d'été de 1980 et de 1988.
Elle est également médaillée d'argent à l'Euro 1983 et à l'Euro 1985 puis de bronze à l'Euro 1989.
Marié avec Nikola Zlatanov, trois enfants - Kristian, Yves et Côlyn.

## Palmarès
- Médaillée d'argent olympique 1980

Gagne  la  " Coupe Roncheti " avec son club d'origine "Levski Spartak"  1978 eh 1979
- Médaillée d'argent au championnat d'Europe 1983
- Médaillée d'argent au championnat d'Europe 1985
- Médaille d'or au Championnat d'Europe des clubs 1983 avec Levski Spartak
- Médaillée de bronze championnat d'Europe 1989